# Can't Wait to Be Dead
Can't Wait to Be Dead è un singolo del cantautore statunitense Finneas O'Connell pubblicato il 21 ottobre 2020.

## Video musicale
Il videoclip è stato pubblicato sul canale ufficiale del cantante.

## Tracce
1. Can't Wait to Be Dead – 2:56